# Arnaud Epito
Pas d'image ? Cliquez ici

a Compétitions nationales et continentales officielles uniquement.

b Matchs officiels uniquement.
Dernière mise à jour le 10 février 2011.
Arnaud Epito, né le 6 décembre 1985, est un joueur français de rugby à XV évoluant au poste de troisième ligne centre.

## Carrière internationale
- International -18 ans : 3 sélections, 1 fois capitaine en 2003 (Pays de Galles, Écosse, Angleterre).
- International -19 ans :
  - 2004 : vice-champion du monde en Afrique du Sud, 3 sélections (Pays de Galles, Angleterre, Nouvelle-Zélande).
  - 5 sélections en 2003-2004.